# Джованни, Ария
Ария Джованни (англ. Aria Giovanni; род. 3 ноября 1977, Лонг-Бич, Калифорния) — американская эротическая фотомодель и порноактриса.
В сентябре 2000 года была избрана «Киской месяца» журнала Penthouse.
Не снимается в сценах с участием мужчин.

## Личная жизнь
В 2005 году Ария Джованни вышла замуж за гитариста John 5, но позже их брак распался.

## Порнокарьера
Первые шаги Арии в порнобизнесе начались с фотосъёмок и позирования в октябре 1999 года, когда она снималась для интернет-сайта. Поснимавшись полгода, Ария получила некоторую известность и в мае 2000 года знакомится с Сюзи Рэнделл, которая, в свою очередь, протолкнула её в журнал Penthouse. Уже в сентябре 2000 года Ария становится «Киской месяца». По истечении определённого времени к ней поступило приглашение сниматься в порно, коим она не преминула воспользоваться.

## Премии и номинации
- 2010 XBIZ Award номинация — Web Babe/Starlet of the Year[3]

## Фильмография
Актриса
- Мечта Кэлвина / Calvin’s Dream … Aria Giovanni (2011)
- Порно для всей семьи (сериал) / PG Porn … Amber Grimes (2008 — …)
- Мечты экрана 2 / Screen Dreams 2 (2007)
- World’s Sexiest Nude Women (2007)
- Crusade Alabama Jones and the Busty Crusade … Luna (2005)
- Обнаженная примадонна / Naked Diva (2004)
- Меридианы страсти / Meridians of Passion (2004)
- Ария Джованни: Девушки-пузырьки / Bubblegirls: Aria Giovanni (2004)
- Chloroformed Pin-Up Girls! (2004)
- Адриана / Adriana (видео) (2003)
- Джустин / Justine (видео) (2002)
- 13 эротических призраков / Thirteen Erotic Ghosts … Erotic Ghost (2002)
- Подруги / Girlfriends (видео) (2002)
- Survivors Exposed … Monica Snatch (2001)
- Блондинки и брюнетки / Blond & Brunettes (2001)
- Ария / Aria (2001)

Продюсер
- Меридианы страсти / Meridians of Passion (2004)

Актриса: камео
- Lingerie: The Secret Art of Seduction … камео (2004)
- Двойное сердце / Doppelherz … камео (2003)